# Seznam představitelů Zlína
Seznam představitelů Zlína je chronologický seznam:
- zlínských starostů (1848–1945)
- zlínských (gottwaldovských) předsedů Městského národního výboru a Jednotného národního výboru (1945–1990)
- zlínských primátorů (od 1990)

## Představitelé
| Jméno a příjmení   | Začátek mandátu    | Konec mandátu      | Název funkce    | Název města           | Název zastupitelského orgánu | Strana  | Poznámka           | Reference     |
| ------------------ | ------------------ | ------------------ | --------------- | --------------------- | ---------------------------- | ------- | ------------------ | ------------- |
| Josef Šťasta       | 1850               | 1861               | starosta        | Zlín                  | zastupitelstvo               | —       | —                  | [ 1 ]         |
| Tomáš Macháň       | 1861               | 1863               | starosta        | Zlín                  | zastupitelstvo               | —       | —                  | [ 1 ]         |
| Tomáš Tlusták      | 1864               | 4. květen 1871     | starosta        | Zlín                  | zastupitelstvo               | —       | —                  | [ 2 ]         |
| Mikuláš Kašpárek   | 4. květen 1871     | 22. září 1881      | starosta        | Zlín                  | zastupitelstvo               | —       | první období       | [ 3 ] [ 4 ]   |
| Vincenc Kašpárek   | 22. září 1881      | 8. leden 1885      | starosta        | Zlín                  | zastupitelstvo               | —       | —                  | [ 3 ]         |
| Mikuláš Kašpárek   | 8. leden 1885      | 4. říjen 1899      | starosta        | Zlín                  | zastupitelstvo               | —       | druhé období       | [ 4 ] [ 5 ]   |
| Antonín Batia      | 9. listopad 1899   | 6. říjen 1908      | starosta        | Zlín                  | zastupitelstvo               | —       | —                  | [ 6 ]         |
| František Štěpánek | 6. říjen 1908      | 28. červen 1919    | starosta        | Zlín                  | zastupitelstvo               | MSP     | —                  | [ 7 ] [ 8 ]   |
| František Novák    | 28. červen 1919    | 29. září 1923      | starosta        | Zlín                  | zastupitelstvo               | ČSSD    | —                  | [ 9 ] [ 10 ]  |
| Tomáš Baťa         | 29. září 1923      | 12. červenec 1932  | starosta        | Zlín                  | zastupitelstvo               | Baťovci | —                  | [ 11 ]        |
| Dominik Čipera     | 5. srpen 1932      | 2. září 1944       | starosta        | Zlín                  | zastupitelstvo               | Baťovci | —                  | [ 12 ] [ 13 ] |
| Jaroslav Gela      | 2. září 1944       | květen 1945        | starosta        | Zlín                  | —                            | —       | úřednický starosta | [ 12 ] [ 14 ] |
| Dominik Čipera     | 2. květen 1945     | 12. květen 1945    | starosta        | Zlín                  | —                            | —       | —                  | [ 12 ]        |
| Josef Vávra-Stařík | 12. květen 1945    | 19. červen 1945    | předseda výboru | Zlín                  | městský národní výbor        | —       | —                  | [ 15 ]        |
| Vilém Morýs        | 26. červen 1945    | 3. prosinec 1948   | předseda výboru | Zlín                  | městský národní výbor        | KSČ     | —                  | [ 16 ]        |
| Emerich Místecký   | 5. leden 1949      | 26. červen 1949    | předseda výboru | Gottwaldov            | městský národní výbor        | KSČ     | —                  | [ 17 ]        |
| Rudolf Rédr        | 26. červen 1949    | 30. září 1950      | předseda výboru | Gottwaldov            | jednotný národní výbor       | KSČ     | —                  | [ 18 ]        |
| Miloš Jakeš        | 1. říjen 1950      | 3. září 1952       | předseda výboru | Gottwaldov            | jednotný národní výbor       | KSČ     | —                  | [ 19 ]        |
| Vincenc Červinka   | 3. září 1952       | 24. květen 1954    | předseda výboru | Gottwaldov            | jednotný národní výbor       | KSČ     | první období       | [ 19 ]        |
| Antonín Gistr      | 24. květen 1954    | 24. červen 1960    | předseda výboru | Gottwaldov            | městský národní výbor        | KSČ     | —                  | [ 20 ]        |
| Vincenc Červinka   | 24. červen 1960    | 9. červenec 1964   | předseda výboru | Gottwaldov            | městský národní výbor        | KSČ     | druhé období       | [ 20 ]        |
| Antonín Huspenina  | 9. červenec 1964   | 17. prosinec 1970  | předseda výboru | Gottwaldov            | městský národní výbor        | KSČ     | —                  | [ 21 ]        |
| Josef Vytrhlík     | 17. prosinec 1970  | 17. duben 1978     | předseda výboru | Gottwaldov            | městský národní výbor        | KSČ     | —                  | [ 21 ]        |
| Bohumil Musil      | 17. duben 1978     | 1. září 1988       | předseda výboru | Gottwaldov            | městský národní výbor        | KSČ     | —                  | [ 22 ]        |
| Antonín Bartošek   | 1. září 1988       | 9. leden 1990      | předseda výboru | Gottwaldov            | městský národní výbor        | KSČ     | —                  | [ 22 ]        |
| Antonín Bartošek   | 1. září 1988       | 9. leden 1990      | předseda výboru | Zlín                  | městský národní výbor        | KSČ     |                    | [ 22 ]        |
| Jiří Kladníček     | 9. leden 1990      | 11. prosinec 1990  | předseda výboru | městský národní výbor | —                            | —       | [ 23 ] [ 24 ]      |               |
| Rudolf Veselý      | 11. prosinec 1990  | 28. prosinec 1990  | primátor        | zastupitelstvo        | OF                           | —       | [ 23 ]             |               |
| Jaromír Schneider  | 10. leden 1991     | 6. prosinec 1994   | primátor        | zastupitelstvo        | KDU-ČSL                      | —       | [ 25 ]             |               |
| Vladimír Daťka     | 6. prosinec 1994   | 27. listopad 1998  | primátor        | zastupitelstvo        | ODS                          | —       | [ 25 ]             |               |
| Zdeněk Dostál      | 27. listopad 1998  | 14. listopad 2002  | primátor        | zastupitelstvo        | ZHN                          | —       | [ 25 ] [ 26 ]      |               |
| Tomáš Úlehla       | 14. listopad 2002  | 2. listopad 2006   | primátor        | zastupitelstvo        | ODS                          | —       | [ 26 ] [ 27 ]      |               |
| Irena Ondrová      | 2. listopad 2006   | 19. listopadu 2010 | primátor        | zastupitelstvo        | ODS                          | —       | [ 27 ]             |               |
| Miroslav Adámek    | 19. listopadu 2010 | 1. listopadu 2018  | primátor        | zastupitelstvo        | STAN                         | —       | [ 28 ]             |               |
| Jiří Korec         | 1. listopadu 2018  | doposud            | primátor        | zastupitelstvo        | ANO                          | —       | [ 29 ]             |               |